# Kvarntjärnen (Hällefors socken, Västmanland, 665485-142668)
Kvarntjärnen är en sjö i Hällefors kommun i Västmanland och ingår i Göta älvs huvudavrinningsområde. Sjöns area är 0,015 kvadratkilometer och den är belägen 273 meter över havet.